# Inger Estham
Hjördis Inger Katarina Estham, född 9 juni 1928, död 30 november 2016, var en svensk textilhistoriker.
Estham ledde under en period som avdelningsdirektör Riksantikvarieämbetets (RAÄ) konserveringsateljé för textilier. Bland många böcker och artiklar med Estham som upphovsman kan särskilt nämnas Kyrkliga textilier - arv, utveckling och vård (1976), som fick stor spridning som studiecirkelmaterial. Svenska Fornminnesföreningen belönade Estham med Hildebrandspriset 2003 för hennes framstående forskningsinsatser beträffande äldre svenska textilier.
Hon var teologie hedersdoktor vid Uppsala universitet.